# Portaha
Portaha (nep. पोर्ताहा) – gaun wikas samiti we wschodniej części Nepalu w strefie Sagarmatha w dystrykcie Saptari. Według nepalskiego spisu powszechnego z 2001 roku liczył on 816 gospodarstw domowych i 4592 mieszkańców (2152 kobiet i 2440 mężczyzn).